# Pont de l'Amitié Tadjikistan-Afghanistan
Le pont de l'Amitié Tadjikistan-Afghanistan (en russe : Мост дружбы) relie les deux rives de la région Darvaz (en) à travers le fleuve Piandj (branche-mère de l'Amou-Daria) à la frontière entre l'Afghanistan et le Tadjikistan. Il a été ouvert le 6 juillet 2004.

## Caractéristiques
Le pont de l'Amitié est un pont suspendu long de 135 mètres. Il dispose d'une seule voie de 3,5 mètres de large et d'une capacité de charge de 25 tonnes métriques. Il transporte à la fois le trafic commercial et passager et représente un lien terrestre permanent entre les deux pays.

## Histoire
Inauguré par le président tadjik Emomalii Rahmon, le vice-président afghan Nematullah Shahrani (en) de l'Afghanistan et l'Imam Aga Khan IV en juillet 2004, le pont a été construit pour un coût de 500 000 dollars américains par l'Aga Khan Development Network (AKDN) avec le soutien collaboratif des gouvernements des États-Unis et la Norvège. Ce pont est le deuxième de la série de ponts construits entre le Tadjikistan et l'Afghanistan par l'AKDN le long de la rivière Panj. 